# Реберн, Стюарт
Стюарт Дадли Дагг Реберн (англ. Stewart Dudley Dagge Reburn; 10 августа 1912, Торонто — 6 июня 1976, там же) — канадский фигурист. Чемпион Канады (1935, с Луизой Бертрам) в парном катании, неоднократный призёр национальных первенств в мужском одиночном и парном катании. Бронзовый призёр чемпионата Северной Америки (1935) и участник Олимпийских игр 1936 года в паре с Луизой Бертрам. После завершения любительской карьеры — участник ледового шоу Сони Хени. Член Зала славы канадского фигурного катания (2015, с Бертрам).

## Биография
В 1928 году стал чемпионом Канады в одиночном катании среди юношей и завоевал с Вероникой Кларк бронзовую медаль в парном катании среди взрослых. На следующий год завершил взрослый чемпионат Канады среди мужчин на втором месте, уступив только Баду Уилсону, который завоевал первый из своих девяти титулов на чемпионатах страны. В 1931 году во второй раз стал вице-чемпионом Канады в одиночном катании, снова уступив Уилсону, и во второй раз завоевал бронзовую медаль в парном катании, на этот раз с Сесиль Смит. Результат Реберна в одиночном катании обеспечил ему право на участие в Олимпиаде в Лейк-Плэсиде, однако ни в 1932, ни в 1933 году он не участвовал в соревнованиях, в том числе и на национальном уровне.
В 1934 году Реберн вернулся на лёд с новой партнёршей, Луизой Бертрам, и завоевал с ней серебряные медали чемпионата Канады, уступив только Уилсону, выступавшему в паре со своей сестрой Констанс. На следующий год Бертрам и Реберн стали чемпионами Канады в парах, а также бронзовыми призёрами Чемпионата Северной Америки. В 1936 году они приняли участие в Олимпийских играх в Гармиш-Партенкирхене, где стали шестыми из 18 участвовавших пар, и в чемпионате мира в Париже, где заняли четвёртое место. Бертрам и Реберн, бывшие первой парой, которая каталась не на фоне музыки, как было принято до них, а под музыку, получили прозвище «Фред Астер и Джинджер Роджерс на льду».
Реберн продолжал выступать с Бертрам в любительских соревнованиях до 1938 года. В октябре этого года он перешёл в профессиональное катание и присоединился к ледовому шоу Сони Хени, которая выбрала его в качестве партнёра для парных номеров. Канадец продолжал выступать с Хени до 1940 года, за это время снявшись с ней в кинофильме «Вторая скрипка». По ходу Второй мировой войны проходил военную службу и получил звание лейтенанта. Служил в 48-м полку канадских горцев, участвовал в итальянской кампании и наступлении под Ортоной. 14 декабря 1943 года, в ходе броска в обход оборонительного рва на Каса-Берарди, получил ранение в щиколотку. Это осколочное ранение ранение положило конец карьере Реберна как фигуриста и актёра, но после войны он несколько лет проработал в киноиндустрии за кадром, преже чем перейти в торговлю недвижимостью.
Скончался в июне 1976 года в возрасте 63 лет после полугодичной борьбы с раком. В 2015 году имена Реберна и Луизы Бертрам были включены в списки Зала славы канадского фигурного катания.